# Kněžík páskovaný
Kněžík páskovaný (Sporophila americana) je zpěvný pták z rodu Sporophila, z čeledi tangarovitých. Našli bychom jej v pobřežních oblastech severovýchodní Jižní Ameriky, především pak na severovýchodě Venezuely a na území Brazílie. Tento druh poprvé popsal J. F. Gmelin v roce 1789. Dle IUCN je kněžík páskovaný málo dotčený, tedy nechráněný. Tvoří dva poddruhy, které se liší především místy výskytu a rozložením barev: Sporophila americana americana a Sporophila americana dispar.

## Výskyt
Kněžíka páskovaného trvale najdeme ve velké části Jižní Ameriky, od Surinamu, po Francouzskou Guyanu, Brazílii a Venezuelu. Přestože se prozatím označuje dle IUCN jako málo dotčený druh, dle BirdLife International se jedná o druh se znepokojivě se snižující populací. Za to může především zmenšování plochy vhodné pro jejich život.

## Vzhled
Kněžík páskovaný je malý robustní pták, jehož tělo má na délku okolo 11 cm. Pohlavní dimorfismus je výrazný, jednotlivá pohlaví se dají rozeznat podle barev a jejich rozložení. Samci jsou téměř celí černí, až na líce a dolní partie. Přechody mezi bílou a černou mohou být světle šedé. Samice jsou téměř celé tmavě hnědé, jen dolní partie mohou být olivové. Ptáčata se podobají na dospělé samice, jejich pohlaví lze s přesností určit až při prvním přepeřování.
Kněžíka páskovaného je lehké si splést s kněžíkem proměnlivým, který má podobné zbarvení a řadí se do stejného rodu, dříve byl dokonce považován za poddruh kněžíka páskovaného. Rozdělení bylo provedeno až v roce 1996.

## Ekologie
Vhodné prostředí pro kněžíky páskované jsou travnaté plochy s keři nebo okraje lesů. Obvykle se vyskytují v párech, výjimečně i v malých hejnech do pěti kusů. Stejně jako ostatní druhy z rodu Sporophila se živí hlavně semeny, pupeny a výjimečně i přezrálým ovocem.
Hnízdění probíhá většinou od dubna do července, podobně jako u kněžíka proměnlivého. V této době samice postaví miskovité hnízdo na stromě nebo keři, kde později naklade 2 až 3 hnědě kropenatá vejce. Samci v této době nejsou agresivní, naopak, obecně platí, že samice jsou agresivnější, pokud se něco přiblíží k jejich hnízdu. Inkubace probíhá asi po dobu dvou týdnů a provádí ji samice, samec donáší potravu a hlídá.